# 滑铁卢亲王
滑铁卢亲王（英語：Prince of Waterloo），是比利时和荷兰的王爵，由威灵顿公爵拥有。这个爵位是尼德兰国王威廉一世为了奖励第一代威灵顿公爵阿瑟·韦尔斯利在滑铁卢战役击败法皇拿破仑一世的功勋而设立的。现在的滑铁卢亲王是第九代威灵顿公爵阿瑟·查尔斯·韦尔斯利。